# Varjúfalva
Varjúfalva (szlovákul: Stuľany) község Szlovákiában, az Eperjesi kerület Bártfai járásában.

## Fekvése
Bártfától 21 km-re délkeletre, a Varjúfalvi-patak völgyében fekszik.

## Története
A település valószínűleg már a 13. század előtt is létezett, azonban csak 1420-ban említik először. 1427-ben 12 háztartása adózott. 1600-ban temploma, plébániája, malma, nemesi kúriája és 16 jobbágyháza volt. A kaproncai uradalomhoz tartozott, később a Varjú család birtoka. 1715-ben 10, 1720-ban 6 háztartása adózott. A 18.–19. század során a Pulszky, Szrecsányi, Kálnássy és Bán családoké.
A 18. század végén Vályi András így ír róla: „VARJÚFALVA. Tót falu Sáros Várm. földes Urai Pulszky és több Urak, lakosai katolikusok, fekszik Kapronczához nem meszsze, és annak filiája; földgye középszerű, réttye, legelője, fája is van.”
1828-ban 70 házában 555 lakos élt.
Fényes Elek 1851-ben kiadott geográfiai szótárában így ír a faluról: „Varjufalu, (Stulani), Sáros v. tót falu, Kaproncza fil., 276 kath., 56 evang., 36 zsidó lak. Szép erdő. F. u. többen. Ut. p. Eperjes.”
A trianoni béke előtt Sáros vármegye Girálti járásához tartozott.

## Népessége
| Év:            | 1994. | 2004.   | 2014.   | 2024.   |
| -------------- | ----- | ------- | ------- | ------- |
| Emberek száma: | 612   | 604     | 577     | 545     |
| Eltérés:       |       | -1,30 % | -4,47 % | -5,54 % |

| Év:            | 2023. | 2024.   |
| -------------- | ----- | ------- |
| Emberek száma: | 534   | 545     |
| Eltérés:       |       | +2,05 % |

1910-ben 352-en, többségében szlovákok lakták, jelentős magyar kisebbséggel.
2001-ben 621 lakosából 617 szlovák volt.
2011-ben 581 lakosából 567 szlovák.

## Nevezetességei
- Római katolikus temploma 1906-ban épült.